# Charlotte, Texas
Charlotte là một thành phố thuộc quận Atascosa, tiểu bang Texas, Hoa Kỳ. Năm 2010, dân số của xã này là 1715 người.

## Dân số
- Dân số năm 2000: 1637 người.
- Dân số năm 2010: 1715 người.